# Univers 1986
Univers 1986 est une anthologie de quatorze nouvelles de science-fiction publiées entre 1979 et 1986, sélectionnées par Pierre K. Rey (succédant à Joëlle Wintrebert, c'est sa première contribution dans la collection en tant que directeur éditorial).
L'anthologie est la 26e de la série Univers qui compte trente ouvrages. Elle ne correspond pas à un recueil qui serait déjà paru aux États-Unis ; il s'agit d'un recueil inédit de nouvelles, édité pour le public francophone. Le sommaire comporte six textes francophones sur quatorze.
L'anthologie a été publiée en mai 1986 aux éditions J'ai lu dans la collection « Science-fiction » (no 2012). L'image de couverture a été réalisée par Jill Bauman (en).

## Première partie: nouvelles

### Options
- Auteur : John Varley.
- Titre original : Options.
- Publication : 1979.
- Situation dans l'anthologie : pages 15 à 52.
- Traducteur : Jean Bonnefoy.
- Résumé :
- Liens externes : 
  - Notice sur Noosfère
  - Notice sur iSFdb

### Les Gens dans les coulisses
- Auteur : R. A. Lafferty.
- Titre original : Company in the Wings.
- Publication : 1983.
- Situation dans l'anthologie : pages 53 à 69.
- Traducteur : Emmanuel Jouanne.
- Résumé :
- Liens externes : 
  - Notice sur Noosfère
  - Notice sur iSFdb

### Enfant du matin
- Auteur : Gardner R. Dozois.
- Titre original : Morning Child.
- Publication : 1984.
- Situation dans l'anthologie : pages 71 à 79.
- Traducteur : Pierre K. Rey.
- Résumé :
- Liens externes : 
  - Notice sur Noosfère
  - Notice sur iSFdb

### Venise engloutie
- Auteur : Kim Stanley Robinson.
- Titre original : Venice Drowned.
- Publication : 1981.
- Situation dans l'anthologie : pages 103 à 126.
- Traducteur : Pierre-Paul Durastanti.
- Résumé :
- Liens externes : 
  - Notice sur Noosfère
  - Notice sur iSFdb

### Il pleut des astronefs
- Auteur : Jean-Pierre April.
- Première publication dans la présente anthologie.
- Situation dans l'anthologie : pages 127 à 144.
- Résumé :
- Liens externes : 
  - Notice sur Noosfère
  - Notice sur iSFdb

### La Cible visée
- Auteur : J. G. Ballard.
- Titre original : The Object of the Attack.
- Publication : 1984.
- Situation dans l'anthologie : pages 145 à 162.
- Traducteur : Jean-Pierre Pugi.
- Résumé :
- Liens externes : 
  - Notice sur Noosfère
  - Notice sur iSFdb

### Sous l'œil mort de la caméra
- Auteur : Jean-Claude Dunyach.
- Publications : 
  - Première publication dans la présente anthologie.
  - Les Horizons divergents (1999), anthologie.
- Situation dans l'anthologie : pages 181 à 189.
- Remarque : nouvelle de tonalité « science-fiction new wave ».
- Résumé : Le narrateur entre dans une rue qui est en fait une sorte d'arène. Il y a de nombreuses caméras de télévision. Le narrateur doit créer une performance artistique « sous l'œil mort de la caméra ».
- Liens externes :
  - « Fiche » sur le site NooSFere
  - Fiche sur iSFdb

### Les Murailles du milieu
- Auteur : Pierre Giuliani.
- Première publication dans la présente anthologie.
- Situation dans l'anthologie : pages 191 à 217.
- Résumé :
- Liens externes : 
  - Notice sur Noosfère
  - Notice sur iSFdb

### L'Heure du chat
- Auteurs : Frédéric Serva et Jean-Pierre Vernay.
- Première publication dans la présente anthologie.
- Situation dans l'anthologie : pages 239 à 250.
- Résumé :
- Liens externes : 
  - Notice sur Noosfère
  - Notice sur iSFdb

### Vol de nuit
- Auteur : Paul David.
- Première publication dans la présente anthologie.
- Situation dans l'anthologie : pages 251 à 258.
- Résumé :
- Liens externes : 
  - Notice sur Noosfère
  - Notice sur iSFdb

### Joyeux Noël, mes chéris!
- Auteur : Connie Willis.
- Titre original : All My Darling Daughters.
- Publication : février 1985.
- Situation dans l'anthologie : pages 259 à 286.
- Traducteur : Iawa Tate.
- Résumé :
- Liens externes : 
  - Notice sur Noosfère
  - Notice sur iSFdb

### L'Enfant du siècle
- Auteur : Colette Fayard.
- Première publication dans la présente anthologie.
- Situation dans l'anthologie : pages 295 à 310.
- Résumé :
- Liens externes : 
  - Notice sur Noosfère
  - Notice sur iSFdb

### Trinité
- Auteur : Nancy Kress.
- Titre original : Trinity.
- Publication : octobre 1984.
- Situation dans l'anthologie : pages 311 à 371.
- Traducteur : Jean-Pierre Pugi.
- Résumé :
- Liens externes : 
  - Notice sur Noosfère
  - Notice sur iSFdb

### Les Neuf Milliards de noms de Dieu
- Auteur : Carter Scholz (en).
- Titre original : The Nine Billion Names of God.
- Publication : novembre 1984.
- Situation dans l'anthologie : pages 373 à 382.
- Traducteur : Pierre K. Rey.
- Résumé :
- Liens externes : 
  - Notice sur Noosfère
  - Notice sur iSFdb

## Partie thématique et encyclopédique

### Éditorial
- « Transition de pensée » : éditorial par Pierre K. Rey : pages 7 à 13.

### Entretien
- Entretien avec Kim Stanley Robinson, par Pascal J. Thomas : pages 81 à 101.

### Articles
- Article : « After Armageddon, ou Ballard dévoilé par Ballard » par Jean Chesneaux : pages 163 à 180.
- Article : « Dans la mouvance de Mouvance » par Michel Lamart : pages 219 à 237.
- Article : « Axiome fondamental du Parricide Prénatal » par Lorris Murail : pages 287 à 293.

## Critiques littéraires
L'anthologie a fait l'objet d'une critique littéraire par Dominique Warfa dans la revue française Fiction, n°380.
Elle a aussi fait l'objet d'une autre critique littéraire par Pascal J. Thomas dans le magazine américain Fantasy Review, page 30.